# Transformers: Age of Extinction
Transformers: Age of Extinction (bra: Transformers: A Era da Extinção ou Transformers 4 - A Era da Extinção; prt: Transformers: Era da Extinção) é um filme estadunidense de ação, aventura e ficção científica, dirigido por Michael Bay, baseado na linha de brinquedos e série animada da Hasbro, Transformers. Com produção executiva de Steven Spielberg, é o quarto título em live-action da série iniciada pelo filme Transformers em 2007, sendo uma sequência de Transformers: Dark of the Moon, após 3 anos dos acontecimentos em Chicago. É o primeiro longa da série que não terá a participação de Shia LaBeouf, ator principal nos três primeiros, a contar com um elenco totalmente renovado, à exceção de cinco robôs: Optimus Prime, Bumblebee, Brains, Ratchet e Megatron (agora na forma modificada, passando a se chamar Galvatron). Mark Wahlberg, Nicola Peltz, Jack Reynor e Kelsey Grammer estrelam a continuação.
Transformers: Age of Extinction estreou em 27 de junho de 2014 nos Estados Unidos, em 17 de julho de 2014 no Brasil em IMAX e 3D e em 26 de junho de 2014 em Portugal.
Apesar de ter recebido críticas geralmente desfavoráveis e sete indicações para o Framboesa de Ouro, incluindo Pior Filme e Michael Bay ganhando o prêmio de Pior Diretor, muitos elogiaram as sequências de ação e as atuações. Foi o único filme de 2014 a ultrapassar a marca de 1 bilhão de dólares arrecadados, atualmente sendo a 33ª maior bilheteria da história do cinema.

## Sinopse
Após a batalha entre os Autobots e os Decepticons, que arrasou Chicago, os gigantescos robôs alienígenas desapareceram. Atualmente, eles são caçados pelos humanos, que não desejam passar por apuros novamente. Porém, enquanto a humanidade tenta se recuperar dessa terrível batalha, uma nova ameaça paira sobre a Terra.

## Elenco

### Seres Humanos
- Mark Wahlberg como Cade Yeager
- Nicola Peltz como Tessa Yeager
- Jack Reynor como Shane
- Stanley Tucci como Joshua
- Li Bingbing como Su Yuerning
- Kelsey Grammer como Harold Attinger
- Titus Welliver como Savoy
- Thomas Lennon como Chief of Staff
- Sophia Myles como Darcy
- T. J. Miller como Lucas

### Transformers
- Peter Cullen dubla Optimus Prime
- John Goodman dubla Hound
- Ken Watanabe dubla Drift
- John DiMaggio dubla Crosshairs
- Robert Foxworth dubla Ratchet
- Reno Wilson dubla Brains

### Decepticons
- Frank Welker dubla Galvatron
- Mark Ryan dubla Lockdown

## Recepção

### Público
O público pesquisado pelo CinemaScore deu ao filme uma nota média de "A−" em uma escala de A+ a F.

### Crítica
No agregador de críticas dos Estados Unidos, o Rotten Tomatoes, na pontuação onde a equipe do site categoriza as opiniões da  grande mídia e da mídia independente apenas como positivas ou negativas, o filme tem um índice de aprovação de 17% calculado com base em 215 comentários dos críticos. Por comparação, com as mesmas opiniões sendo calculadas usando uma média aritmética ponderada, a nota alcançada é 4/10 que é seguida do consenso: "Com a quarta parte da franquia Transformers de sucesso de Michael Bay , nada está disfarçado: os fãs de ação barulhenta e baseada em efeitos encontrarão satisfação, e todos os outros não precisam assistir".
Em outro agregador de críticas também dos Estados Unidos, o Metacritic, que calcula as notas das opiniões usando somente uma média aritmética ponderada de determinados veículos de comunicação em maior parte da grande mídia, tem uma pontuação de 32/100, alcançada com base em 37 avaliações da imprensa anexadas no site, com a indicação de "revisões geralmente desfavoráveis".

## Produção
Parte do filme foi rodado na China, a Paramount fez um reality show no país para escalar atores para o filme. Os idealizadores do programa foram Lorenzo DiBonaventura e Sid Ganis, o programa recebeu o nome de Transformers 4 Chinese Actor Talent Search, que preencheu quatro papéis no filme, dois atores profissionais e dois amadores.
Michael Bay e sua equipe foram atacados no set de Transformers 4: A Era da Extinção em Hong Kong. Dois homens abordaram o diretor exigindo dinheiro (cerca de US$ 12 mil) e, depois de uma discussão, acabaram ferindo o diretor no rosto. Logo após a noticia sair na mídia, Michael Bay esclareceu o ocorrido em seu site oficial dizendo que a equipe realmente foi extorquida por homens que exigiam dinheiro para não atrapalhar as filmagens. Depois de ter o pedido negado, um dos homens voltou carregando um ar-condicionado e tentou arremessar o equipamento na cabeça do diretor. "Foram necessários diversos homens para contê-lo. Era como um zumbi no filme de Brad Pitt, Guerra Mundial Z, ele suspendeu sete caras e tentou mordê-los. (...) Depois foram necessários 15 policiais para prender esses baderneiros. Quatro homens foram presos. Depois disso, tivemos um ótimo dia de filmagem aqui em Hong Kong".

## Sequência
Foi confirmado que haverá uma sequência intitulada Transformers: The Last Knight (Transformers: O Último Cavaleiro). Após Age of Extinction, Michael Bay anunciou que não ia dirigir nenhum outro filme, porém no início de janeiro Bay revelou que iria voltar para dirigir o quinto filme e que este seria o seu último filme de Transformers. Em 31 de maio de 2016 foi confirmado que Megatron iria voltar para o filme. O filme está programado para ser lançado em 21 de junho de 2017.